# Trichosternus
Trichosternus is een geslacht van kevers uit de familie van de loopkevers (Carabidae). De wetenschappelijke naam van het geslacht is voor het eerst geldig gepubliceerd in 1865 door Chaudoir.

## Soorten
Het geslacht Trichosternus omvat de volgende soorten:
- Trichosternus angulosus Chaudoir, 1878
- Trichosternus fax Darlington, 1962
- Trichosternus fisheri Darlington, 1962
- Trichosternus frater Darlington, 1962
- Trichosternus montorum Darlington, 1962
- Trichosternus mutatus Darlington, 1962
- Trichosternus nudipes Darlington, 1962
- Trichosternus perater Sloane, 1923
- Trichosternus relictus Darlington, 1953
- Trichosternus renardi (Chaudoir, 1865)
- Trichosternus simplicipes Sloane, 1923
- Trichosternus soror Darlington, 1953
- Trichosternus subvirens (Chaudoir, 1865)
- Trichosternus vigorsi (Gory, 1833)